# Special Purpose Dexterous Manipulator
Pour les articles homonymes, voir Dextre.

Le Special Purpose Dexterous Manipulator (SPDM), connu aussi sous le nom de Dextre, est un robot de la Station spatiale internationale (ISS/ISS). Muni de deux bras, télémanipulateur, il fait partie du Mobile Servicing System et étend les fonctions de ce système en menant des activités qui auparavant nécessitaient des sorties dans l'espace. Il fut lancé le 11 mars 2008 à destination de la station spatiale internationale sur la mission STS-123.
Dextre fait partie de la contribution du Canada à l'ISS et fut nommé ainsi pour représenter sa nature flexible. Le robot est aussi appelé le « bras Canada », par analogie avec le Canadarm et Canadarm2.

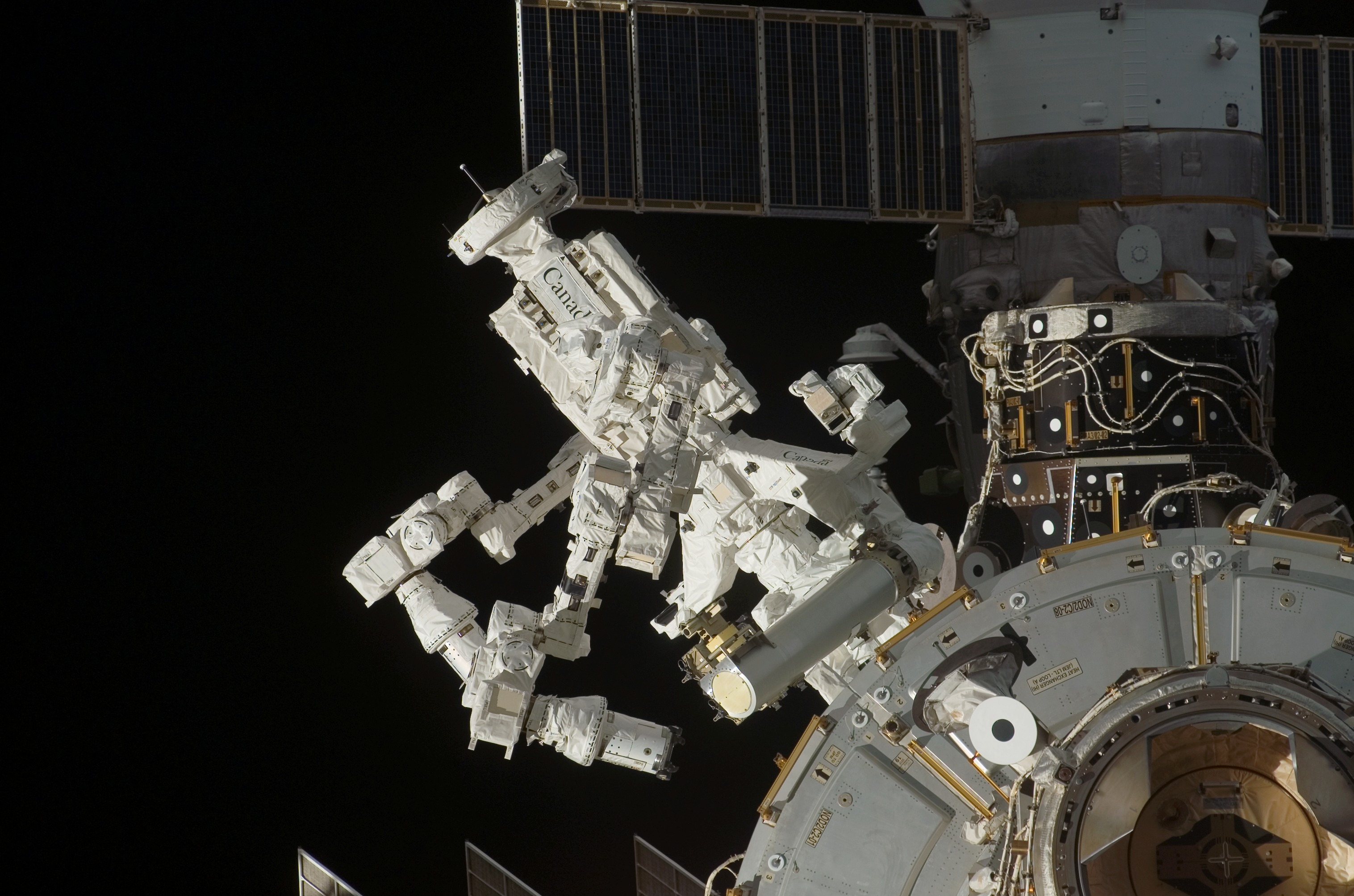
Le SPDM

## Structure
Dextre ressemble à un buste sans tête animé par deux bras de trois mètres de long extrêmement agiles. Le corps de 3,5 mètres de long pivote au niveau de la taille. Le corps a un grappin fixe au bout d'un côté qui peut être saisi par le plus long Canadarm2[pas clair] qui permet au Dextre d'être positionné sur les différents sites de travail de l'Orbital Replacement Unit (en) (ORU) autour de la station spatiale. L'autre bout du corps possède un effecteur virtuellement identique à celui de Canadarm2, ce qui permet au SPDM d'être stocké sur les grappins fixes de la station spatiale ou d'être utilisé comme une extension au bras plus grand lors de ses missions.
Les deux bras SPDM ont chacun 7 jointures offsets permettant au bras la même flexibilité de mouvement que le Canadarm2, mais avec une plus grande précision. Un système appelé Orbital Replacement Unit/Tool Changeout Mechanism (OTCM) se trouve au bout de chacun des bras. Dextre contient des mâchoires agrippantes, une commande à rotule rétractable, une caméra monochrome, des lumières et un connecteur ombilical qui fournit la puissance, les données et la vidéo des manœuvres effectuées sur la station.
Le bas du corps du robot a une paire de caméras couleur orientables avec lumières, une plateforme d'ORU embarqués, et un étui à outils. L'étui à outils est équipé de trois différents outils utilisés pour accomplir diverses tâches autour de la station spatiale.

## But
Fabriqué à l'origine pour des tâches à l'extérieur de la station orbitale, le robot est suffisamment solide et flexible pour accomplir de nombreuses autres tâches dans l'espace. L'équipage pourra alors se concentrer davantage sur les expériences scientifiques. Il sera en général utilisé pour accomplir par exemple le remplacement d'une batterie de 100 kg (220 lb). Il y a une série de tailles parmi son jeu d'ORU, le plus petit ayant la taille d'une boite à chaussures. Chaque côté de l'interface de travail/ORU doit être à la fois géométriquement et fonctionnellement réglées avant que le SPDM soit utilisé.
Les astronautes de la station spatiale peuvent contrôler Dextre, tout comme les contrôleurs de vol au sol. Le robot en mission est le plus souvent attaché au bout du bras de la station spatiale. Au repos il est arrimé à la station. Il est aussi capable de se diriger seul le long du chemin de fer du bras de la station, le Orbital Replacement Unit/Tool Changeout Mechanism (OTCM) .
L'interface de la mâchoire agrippante ne peut pas saisir tout ce qui passe près d'elle. L'ORU doit avoir un des quatre types d'interfaces agrippantes afin que l'OTCM puisse y avoir accès soit directement soit en utilisant un des trois outils gardés dans le bas du corps du robot.

## Fabrication et livraison

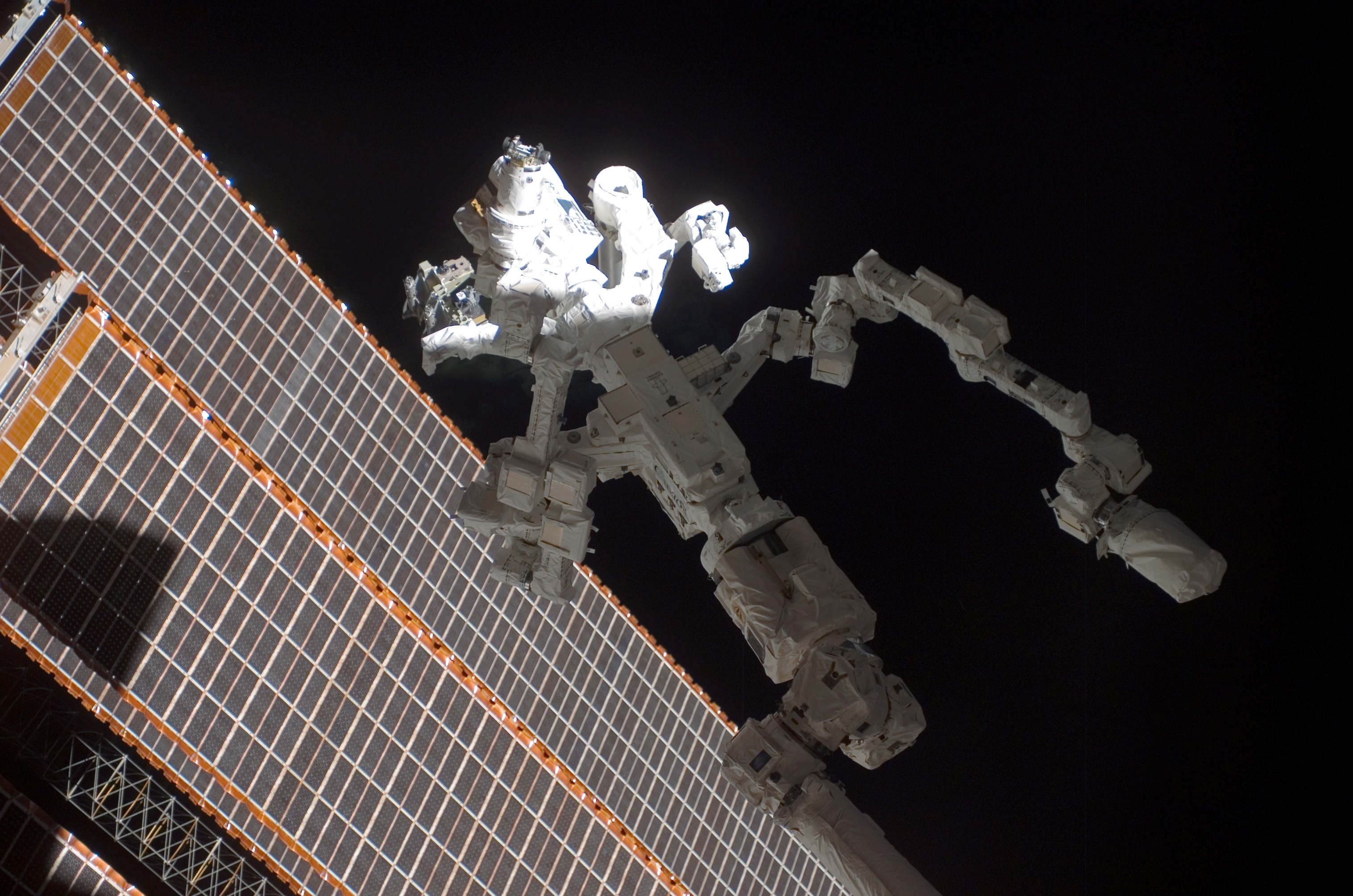
Dans la portée du robot Canadarm2 de la station, Dextre, également connu sous le nom de manipulateur agile à usage spécial (SPDM)

Le SPDM a été fabriqué par la MDA Space Missions (en) en contrat avec l'Agence spatiale canadienne, qui va diriger ses futures opérations et l'entrainement nécessaire de l'équipage de la station.
Les tests complets furent finis et le robot fut livré au centre spatial Kennedy (KSC) en Floride à la mi-juin 2007. Une fois sur place, le robot a subi des vérifications en vol suivi par des intégrations à la navette spatiale américaine.